# 810 Atossa
810 Atossa eller A915 RS är en asteroid i huvudbältet, som upptäcktes 8 september 1915 av den tyske astronomen Max Wolf.Den är uppkallad efter den persiska drottningen Atossa.
Asteroiden har en diameter på ungefär 8 kilometer och den tillhör asteroidgruppen Flora.